# Dar es Salam
Pour les articles homonymes, voir Dar-Es-Salam.
Dar es Salam (ou « Dar es-Salaam »; en swahili : Dar es Salaam ; en arabe : دار السلام, Dār as-Salām, « Maison de la Paix » ou « Havre de Paix »), autrefois Mzizima, est la plus grande ville (4,3 millions d'habitants en 2012), le centre économique et l'ancienne capitale de la Tanzanie.

## Géographie

### Localisation
La ville est située à l'est de la Tanzanie, sur la côte bordant l'océan Indien, sur l'embouchure du large estuaire du fleuve Msimbazi. Elle se situe à environ 500 kilomètres de Dodoma, la capitale administrative du pays. Au nord, séparé par un chenal d'environ 50 kilomètres, se trouve l'île de Zanzibar.

### Limites administratives
La région de Dar es Salam est divisée administrativement en cinq districts (en swahili wilaya) : Ilala, Kinondoni, Temeke, Ubongo et Kigamboni. Les districts sont eux-mêmes divisés en quartiers administratifs (en swahili kata, en anglais wards).
Ilala comprend le centre-ville, centre des affaires et des administrations, dont les quartiers de Kariakoo, quartier des marchés, et de Kivukoni, quartier du port
Kinondoni, au nord, comprend le quartier de péninsule de Msasani qui constitue les aires résidentielles les plus affluentes, et le quartier de Mbezi, au bord des plages au nord.
Ubongo, à l'ouest, est le centre des transports, avec son importante gare routière.
Temeke est quant à lui situé au sud-ouest de la ville.
Kigamboni au sud, maintenant relié au centre-ville par le nouveau pont Nyerere, est désormais un district en développement rapide.

### Géologie et relief

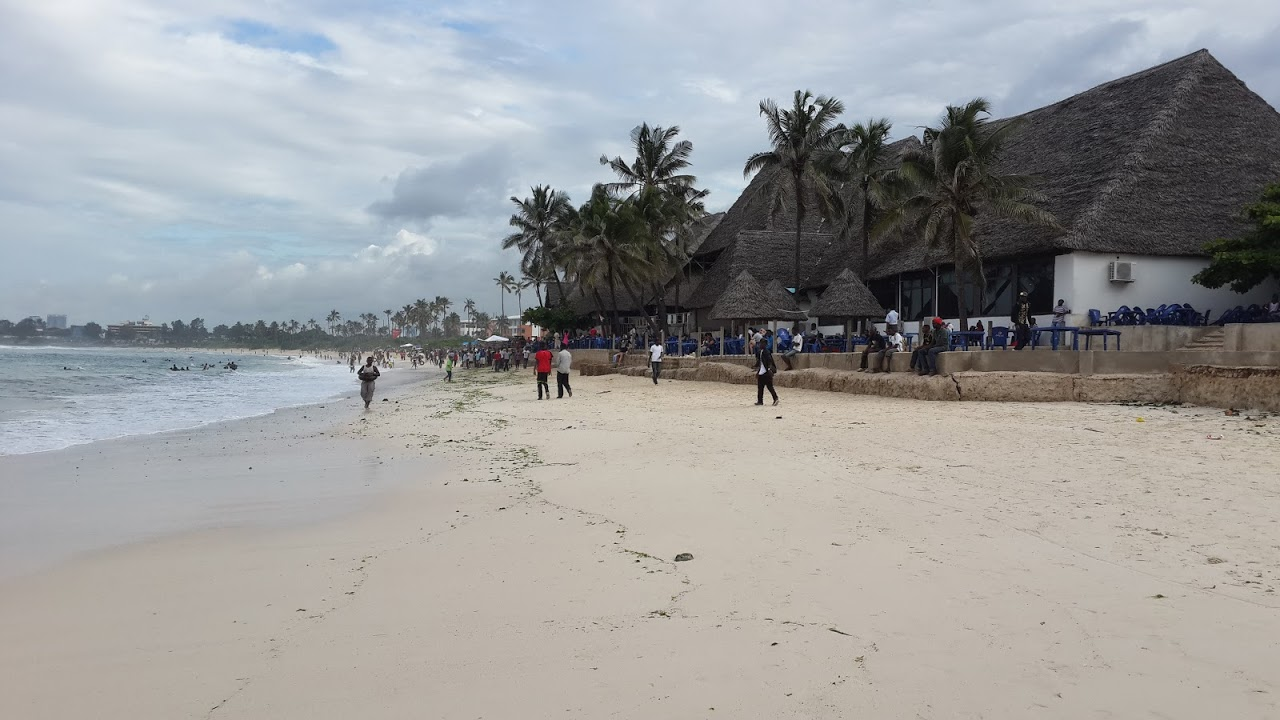
La plage publique de Coco Beach, sur la côte ouest de l'océan Indien

Ville côtière sur l'océan Indien, Dar es Salam et sa région immédiate présentent une géologie principalement issue du quaternaire. La région est bordée sur le rivage par une plaine côtière d'environ 2 à 4 kilomètres de large. Plus à l'intérieur des terres, le relief est formé de collines de 100 à 150 mètres de hauteur datant du Pliocène.

### Hydrographie
Plusieurs cours d'eau traversent la ville actuelle. Parmi ceux-ci, peuvent être cités :
- Le fleuve Mjipi qui forme une limite naturelle à la ville au nord
- Le fleuve Msimbazi qui traverse le centre ville
- Les cours Kizinga et Mzinga qui débouchent au niveau du port

D'autres cours d'eau plus petits sont également présents comme le Nyakasangwe, le Tegeta, le Mbezi, le Sinza, le Tabata et Minerva.

### Climat

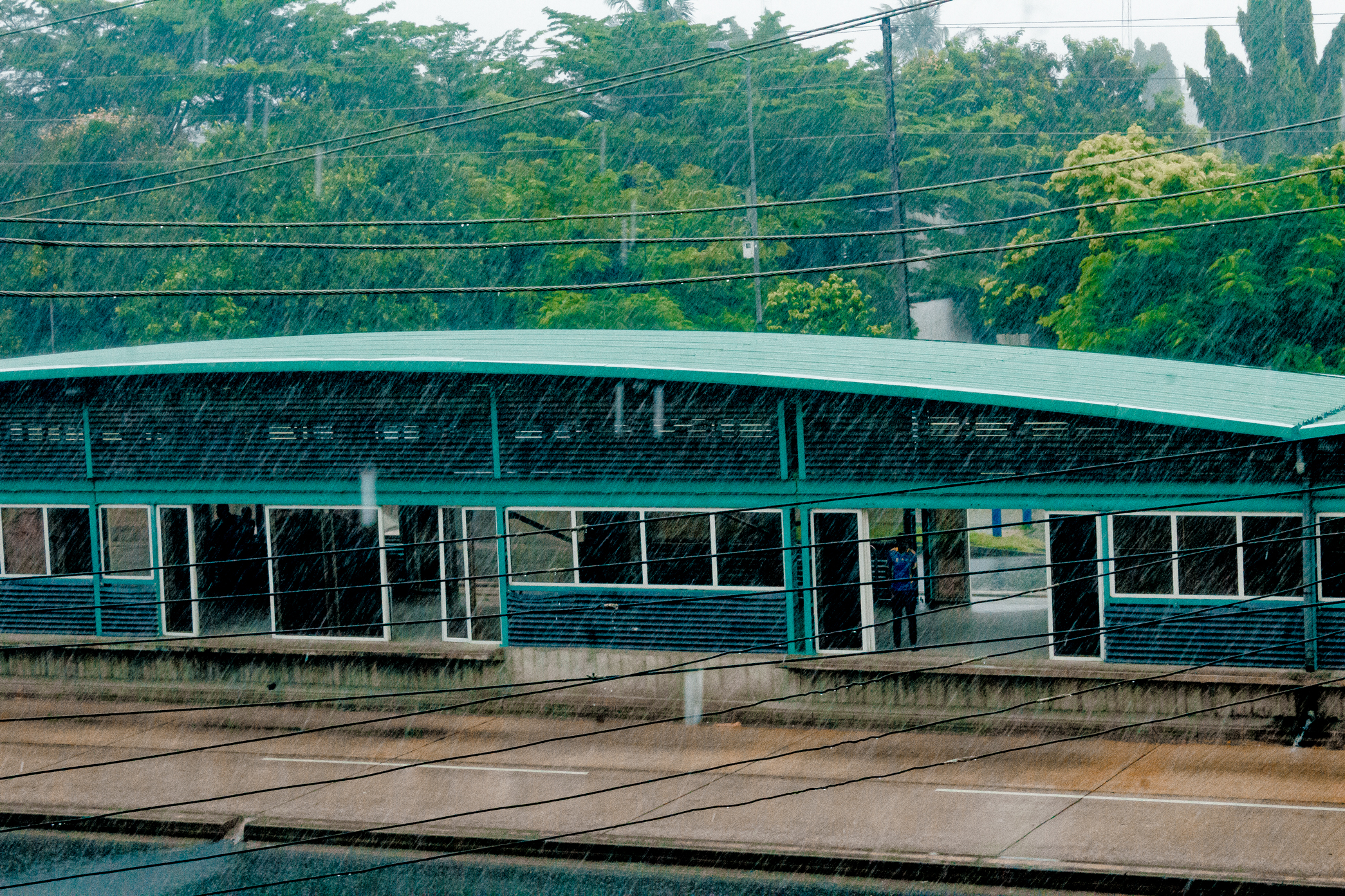
La nouvelle gare routière sous la pluie (janvier 2020).

Du fait de sa proximité de l'équateur et profitant de la chaleur de l'océan Indien, le climat dominant de Dar es Salam est de type tropical avec des pluies plus importantes l'hiver. La classification selon la carte de Köppen-Geiger est de type As (A : climat tropical, s : Saison sèche en été).
| Mois                              | jan. | fév. | mars | avril | mai  | juin | jui. | août | sep. | oct. | nov. | déc. |
| --------------------------------- | ---- | ---- | ---- | ----- | ---- | ---- | ---- | ---- | ---- | ---- | ---- | ---- |
| Température minimale moyenne (°C) | 24,6 | 24,2 | 23,5 | 22,9  | 21,7 | 19,9 | 18,9 | 18,9 | 19   | 20,3 | 22,1 | 23,8 |
| Température moyenne (°C)          | 27,8 | 27,9 | 27,6 | 26,7  | 25,7 | 24,6 | 23,8 | 23,9 | 24   | 25,1 | 26,3 | 27,3 |
| Température maximale moyenne (°C) | 31   | 31,6 | 31,7 | 30,5  | 29,7 | 29,3 | 28,7 | 28,9 | 29,1 | 29,9 | 30,5 | 30,5 |
| Précipitations (mm)               | 68   | 77   | 141  | 251   | 169  | 33   | 28   | 23   | 28   | 57   | 118  | 96   |

| Diagramme climatique                                  |            |             |             |             |            |            |            |          |            |             |            |
| J                                                     | F          | M           | A           | M           | J          | J          | A          | S        | O          | N           | D          |
| 3124,668                                              | 31,624,277 | 31,723,5141 | 30,522,9251 | 29,721,7169 | 29,319,933 | 28,718,928 | 28,918,923 | 29,11928 | 29,920,357 | 30,522,1118 | 30,523,896 |
| Moyennes : • Temp. maxi et mini °C • Précipitation mm |            |             |             |             |            |            |            |          |            |             |            |

## Histoire

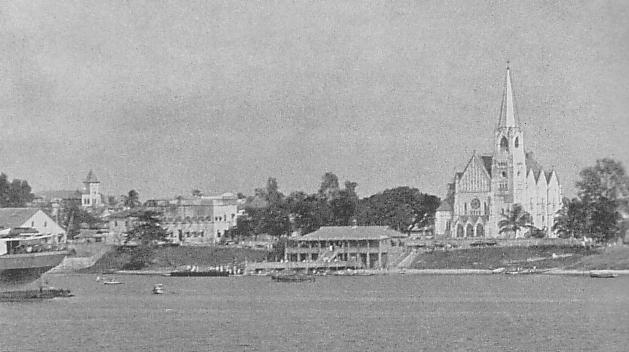
Vue de Dar es Salam en 1930.

En 1859, le Hambourgeois Albert Roscher est le premier européen à débarquer dans Mzizima (« ville saine »). En 1866, le sultan Majid ben Saïd de Zanzibar donne le nom actuel de la ville, qui signifie « demeure de la paix » en arabe. Après la mort de Madjid en 1870, la ville décline jusqu'à l’établissement en 1887 d'un comptoir de la compagnie allemande de l'Afrique de l'Est. La croissance de la ville est facilitée par son rôle de centre administratif et commercial de l'Afrique de l'Est allemande et de l'expansion industrielle résultant de la construction de la ligne ferroviaire qui dessert toute la région au début des années 1900.
L'Afrique de l'Est allemande est conquise par les Anglais pendant la Première Guerre mondiale et est désignée sous le nom de Tanganyika. Dar es Salam sera prise après de rudes combats, par l'armée Britannique, et ses Cipayes Indiens, le 9 Novembre 1916. Dar es Salam est maintenue comme centre administratif et commercial du territoire. Selon le règlement britannique, les secteurs européens et africains séparés se sont développés à distance du centre de la ville. La population de la ville comprend aussi une grande quantité d'immigrés d'Asie du Sud.

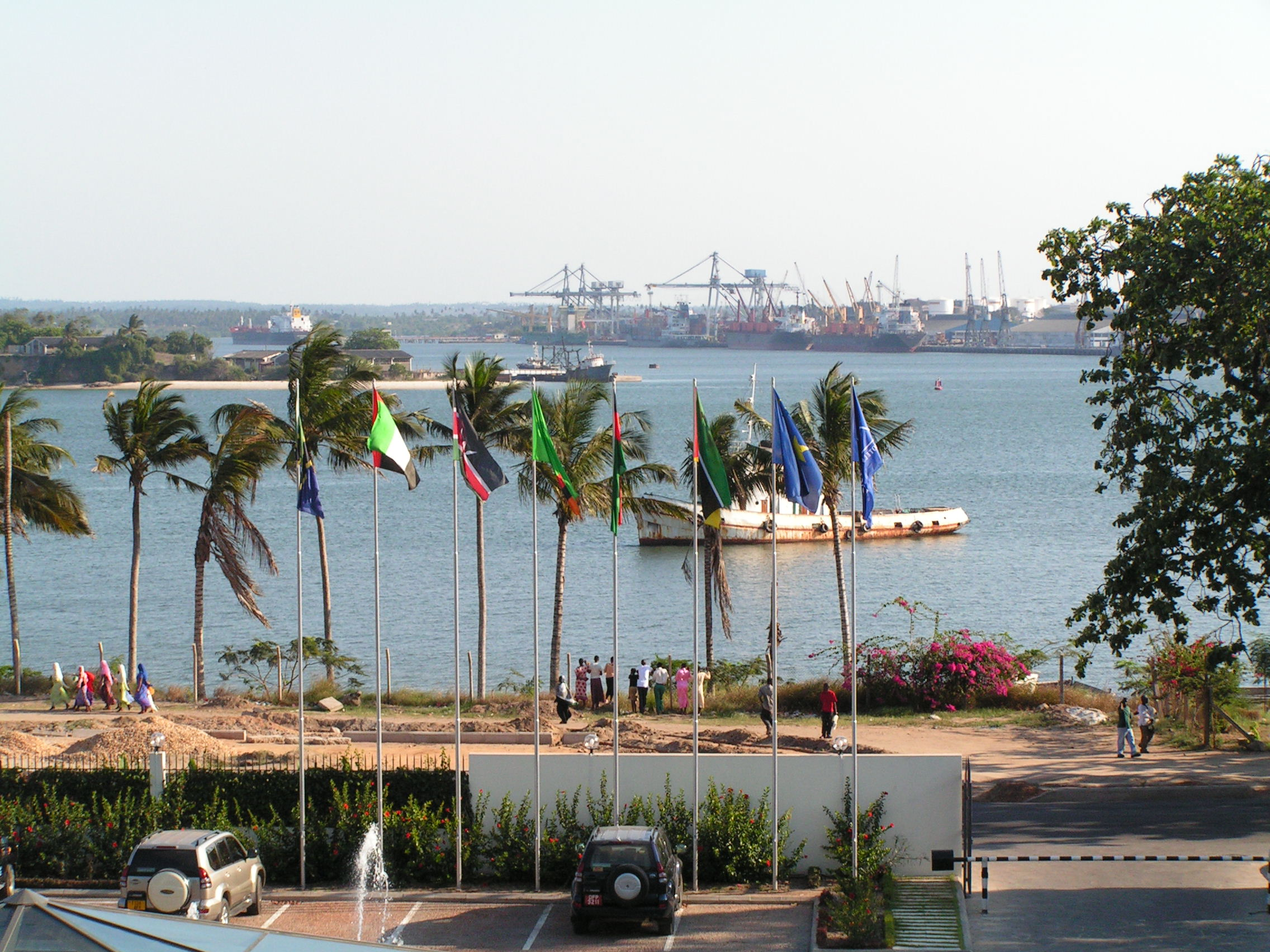
Port de Dar es Salam.

Après la Seconde Guerre mondiale, Dar es Salam bénéficie d'une période de croissance rapide. Les développements politiques, y compris la formation et la montée en puissance de l'Union nationale africaine du Tanganyika (Tanganyika African National Union ou TANU), mènent le Tanganyika à l'indépendance de la couronne britannique en décembre 1961.
Dar es Salam continue d'assumer le rôle de capitale après la fusion entre le Tanganyika et Zanzibar en 1964, ce qui entraîne la création de l'État moderne de Tanzanie. Cependant, en 1973 des dispositions sont prises pour relocaliser la capitale à Dodoma, une ville plus centrée à l'intérieur de la Tanzanie. Le processus de relocalisation n'est pas encore achevé en 2025, Dar es Salam reste la ville la plus importante de Tanzanie.
L'ambassade des États-Unis à Dar es Salam a été la cible d'un attentat perpétré par Al-Qaïda le 7 août 1998.
Le 13 avril 2008, Dar es Salam accueille le relais de la flamme olympique des Jeux olympiques d'été de Pékin.
Le 25 août 2021, une fusillade près de l'ambassade de France fait 5 morts (dont l'auteur) et 6 blessés.

## Démographie
Depuis 1867, l'évolution démographique de Dar es Salam a été :
| 1867  | 1898   | 1900   | 1913   | 1957    |
| ----- | ------ | ------ | ------ | ------- |
| 3 500 | 13 500 | 20 000 | 22 500 | 128 742 |

| 1967    | 1978    | 1988      | 2002      | 2009      |
| ------- | ------- | --------- | --------- | --------- |
| 272 821 | 843 000 | 1 360 850 | 2 487 288 | 3 207 000 |

| 2012      | 2022      | - | - | - |
| --------- | --------- | - | - | - |
| 4 364 541 | 5 383 728 | - | - | - |

| Histogramme de l'évolution démographique de Dar es Salam |           |
| \| 1867 \| 3 500 \| \| 1898 \| 13 500 \| \| 1900 \| 20 000 \| \| 1913 \| 22 500 \| \| 1957 \| 128 742 \| \| 1967 \| 272 821 \| \| 1978 \| 843 000 \| \| 1988 \| 1 360 850 \| \| 2002 \| 2 487 288 \| \| 2009 \| 3 207 000 \| \| 2012 \| 4 364 541 \| \| 2022 \| 5 383 728 \| |           |
| 1867 | 3 500     |
| 1898 | 13 500    |
| 1900 | 20 000    |
| 1913 | 22 500    |
| 1957 | 128 742   |
| 1967 | 272 821   |
| 1978 | 843 000   |
| 1988 | 1 360 850 |
| 2002 | 2 487 288 |
| 2009 | 3 207 000 |
| 2012 | 4 364 541 |
| 2022 | 5 383 728 |

La population de la ville croit de 4,4 % annuellement, soit l'une des croissances urbaines les plus fortes du continent africain. Elle aurait ainsi une population de 4,364 millions d'habitants en 2012 après avoir eu une population de 2,4 millions en 2002, soit près du doublement de la population.
Cette forte croissance induit cependant qu'une grande partie de la population de la ville habite dans des bidonvilles.
La majorité des habitants est musulmane. Les chrétiens sont majoritairement protestants luthériens, héritage de la colonisation allemande. Il y a aussi de grands groupes catholiques et protestants  évangéliques. On y trouve aussi environ 2000 hindous, qui sont surtout des Indiens ou des Mauriciens.

## Urbanisme

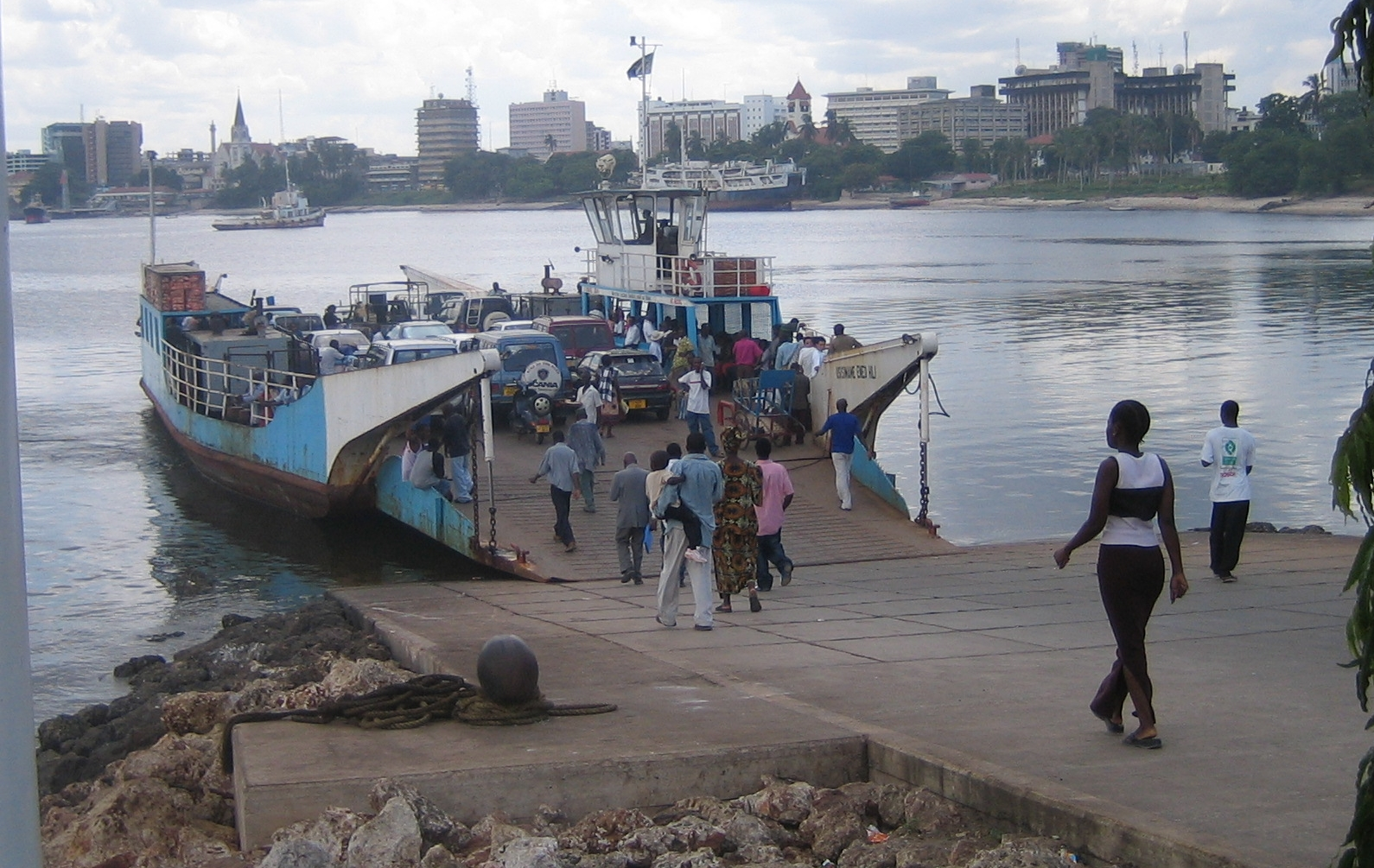
Port de la Ville

En raison d'une forte croissance démographique, la ville s'est très rapidement étalée pour atteindre à l'aube des années 2000 des dimensions imposantes : la distance entre les limites nord et sud est d'environ 35 kilomètres et la distance entre est et ouest est d'environ 30 kilomètres jusqu'à atteindre dans les années 2010, une ville incluse dans un demi-cercle de 40 kilomètres de diamètre autour du port. Ces dimensions sont dues au type d'habitation des nouveaux migrants, dite de « modèle swahili », qui donne une expansion de la ville de manière extensive, au contraire des capitales occidentales.

## Culture

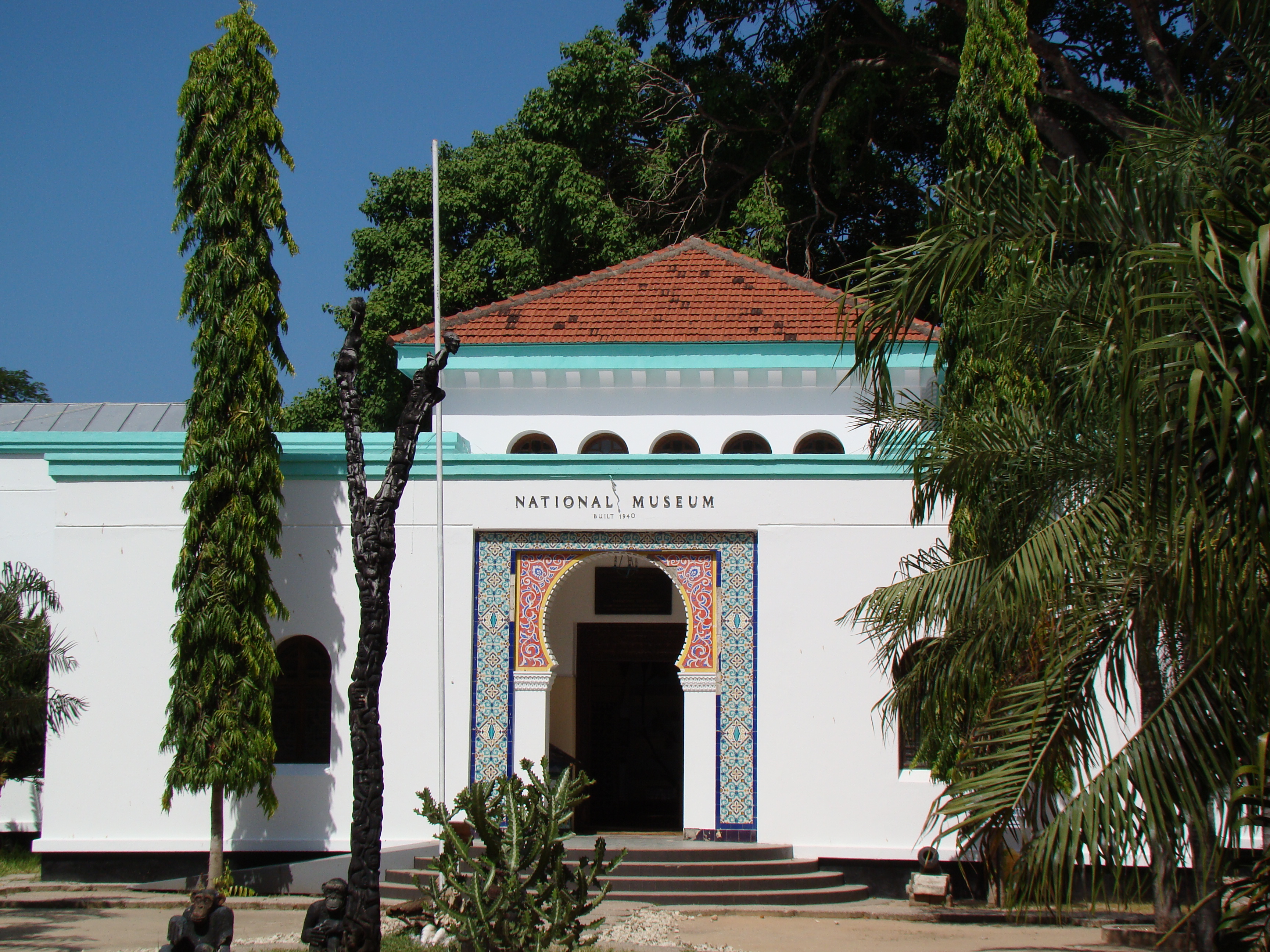
Dar es Salaam National Museum
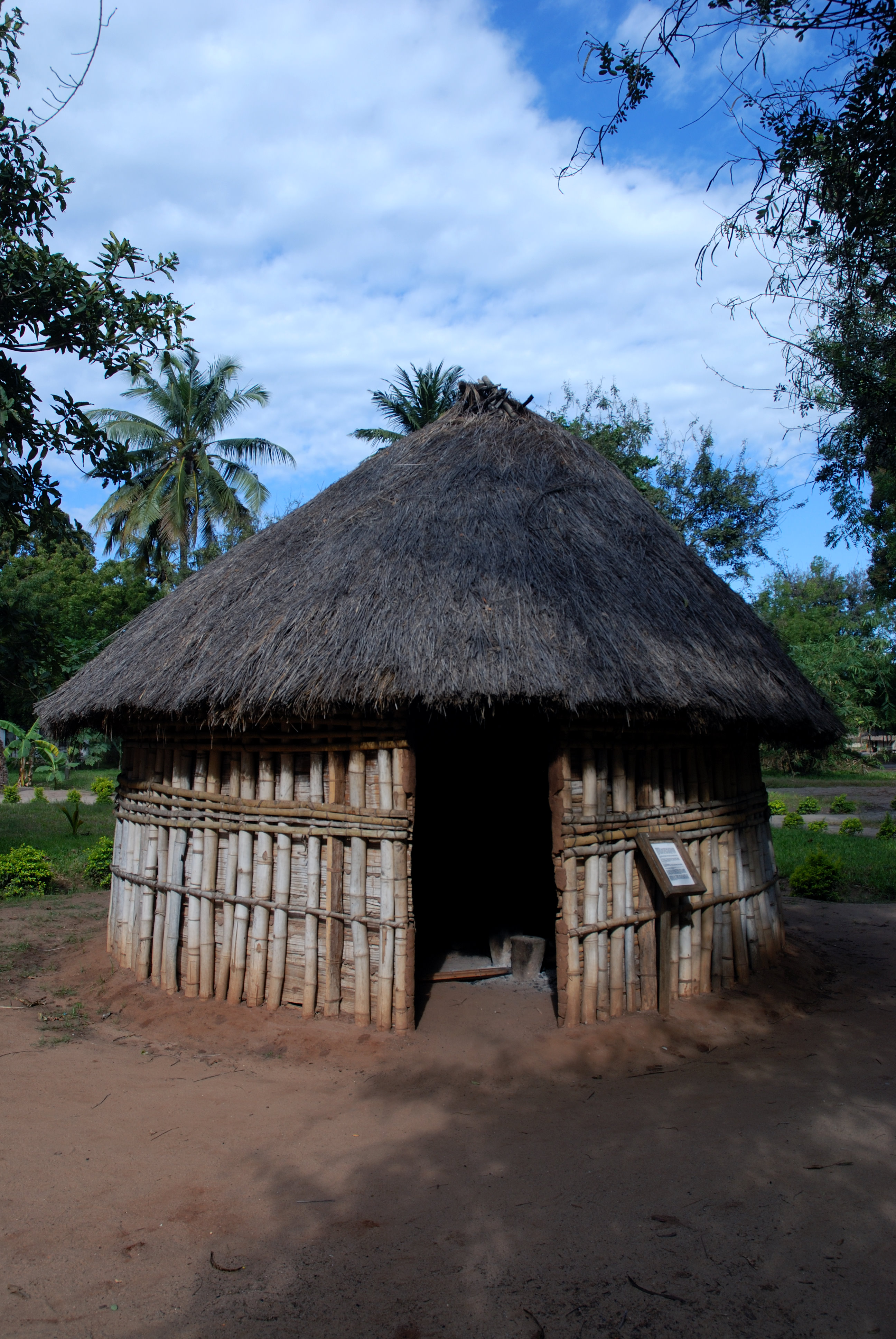
Hutte du Village Museum
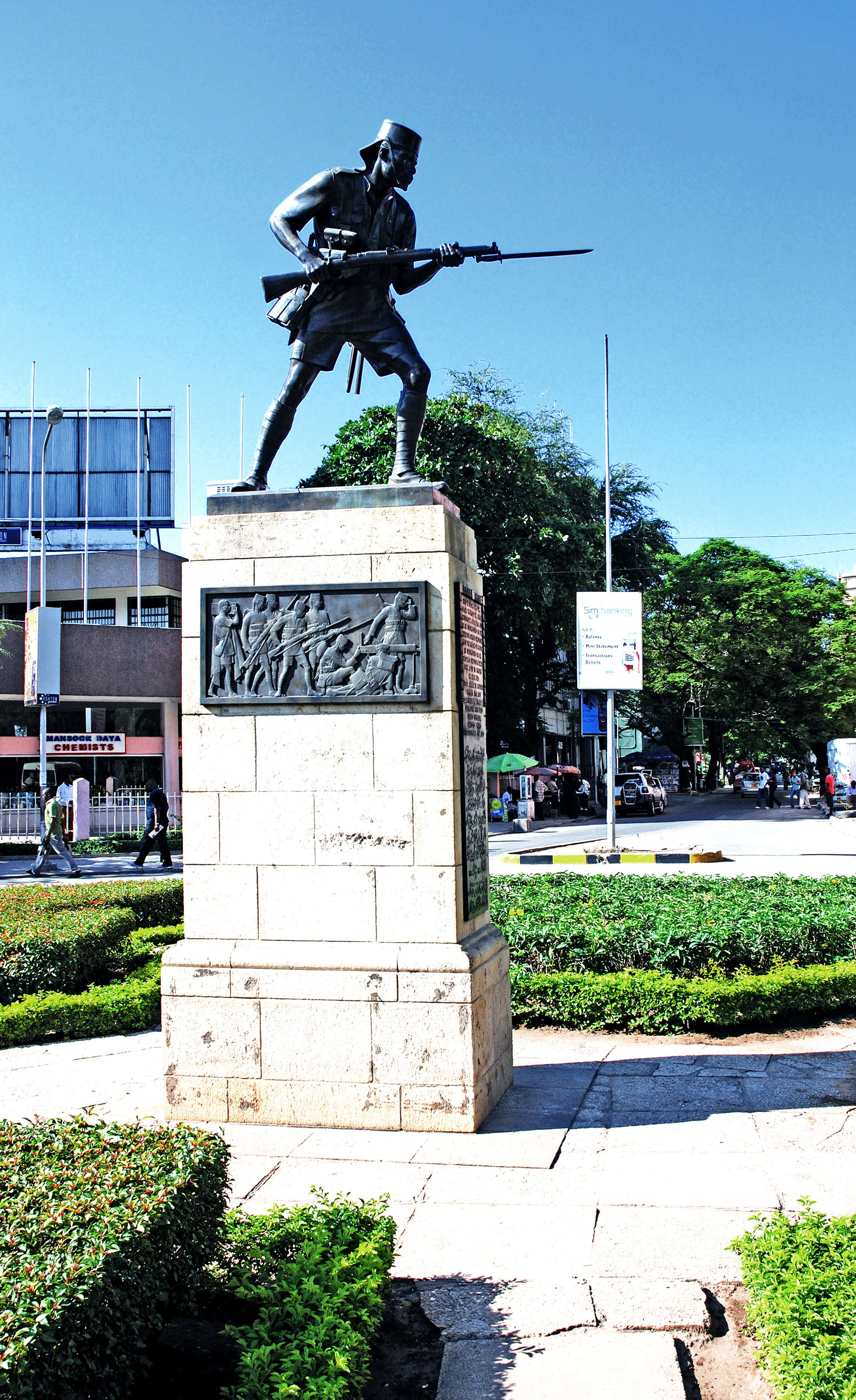
Monument aux Askaris

- Le Dar es Salaam National Museum, intégré à l'ensemble du National Museum of Tanzania qui regroupe plusieurs musées du pays, est construit à partir de 1934 et ouvert au public en 1940[16]. Dédié à l'origine au roi britannique George V, il est agrandi en 1963 et est consacré à l'histoire de la Tanzanie. Ses pièces les plus célèbres incluent certains os du Paranthropus boisei ainsi que des collections venant de Kilwa Kisiwani de l'Ère shirazi, de la colomnisation allemande, de la domination britannique, des poteries chinoises et des collections ethnographiques sur la culture tanzanienne

- Le Village Museum, également intégré au National Museum of Tanzania, et situé à la périphérie de la ville, est créé en 1996. Le musée consiste à l'assemblage de 19 huttes issues de 16 ethnies de Tanzanie regroupées en un village. Les huttes sont visitables et montrent les modes de vie traditionnels des différents groupes ethniques tanzaniens[17].

- L'Askari Monument, est une sculpture, mémorial des soldats Askari ayant combattu sous les couleurs du Royaume-Uni durant la Première Guerre mondiale. Dévoilé en 1927, il fut créé en Angleterre par le sculpteur britannique James Alexander Stevenson. La statue représente un soldant portant un fusil à baïonnette dirigée vers le port. Une dédicace est inscrite sur le piédestal de la statue : « If you fight for your country even if you die your sons will remember your name » (Si tu te bats pour ton pays, même si tu meurs, tes enfants se souviendront de ton nom).

## Lieux de culte

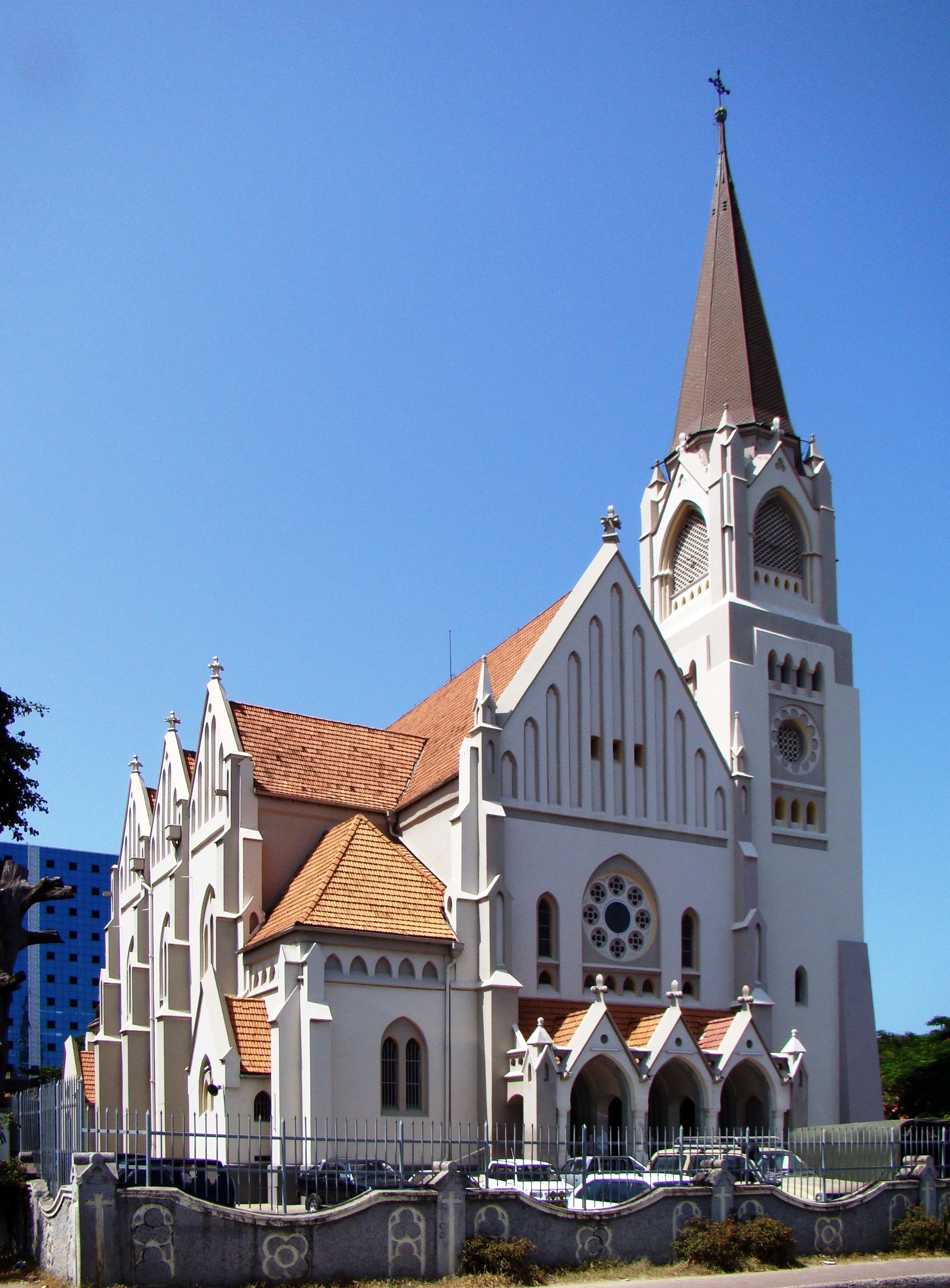
Cathédrale Saint-Joseph.

Parmi les lieux de culte, il y a principalement des églises et des temples chrétiens : archidiocèse de Dar es Salam (Église catholique), Anglican Church of Tanzania (Communion anglicane), Evangelical Lutheran Church in Tanzania (Fédération luthérienne mondiale), convention baptiste de Tanzanie (Alliance baptiste mondiale), Assemblées de Dieu . Il y a aussi des mosquées musulmanes.

## Économie

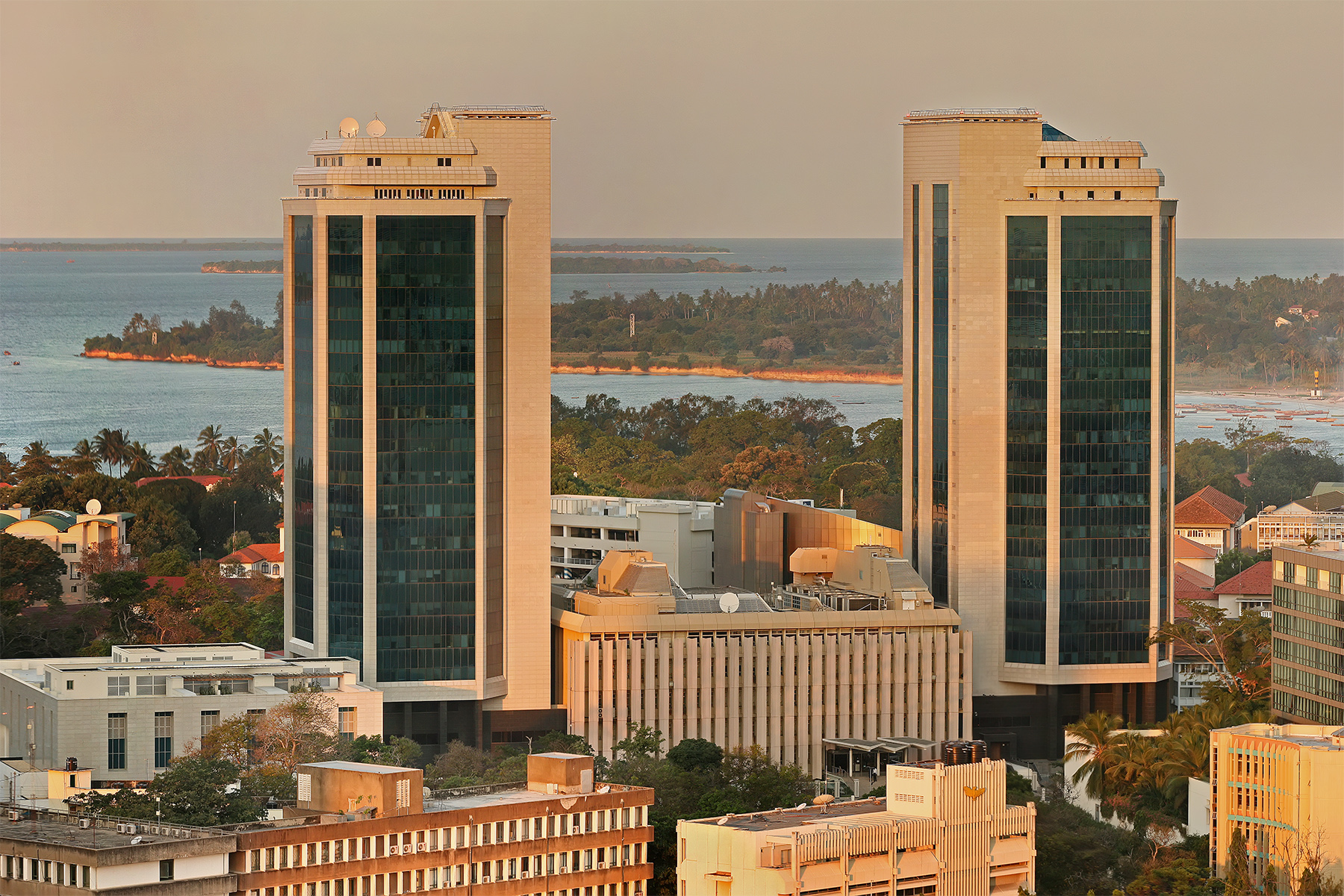
Banque de Tanzanie.

Dar es Salam est le principal centre financier de la Tanzanie. Elle accueille les sièges de la bourse de Dar es Salam et de la banque centrale.
La ville est également la capitale industrielle du pays et concentre plus de 80 % de l'activité industrielle du pays. Cela représente 37 % des établissements industriels, 36 % des ouvriers et 50 % de la masse salariale. Les industries locales incluent les produits alimentaires, des métaux, des textiles, du ciment, et des produits pharmaceutiques. La ville abrite une cimenterie du groupe allemand HeidelbergCement ainsi qu'une raffinerie de pétrole.
Dar es Salam est le principal port de la Tanzanie, donnant sur l'océan Indien. Y transitent les exportations de café, de coton, et de sisal.
En 2002, la population a un revenu annuel moyen par habitant de 584 086 shillings soit environ 368 euros.

## Transports

### Aéroport
L'aéroport international Julius Nyerere, situé au sud-ouest de Dar es Salam, est le principal aéroport du pays. Il est nommé en l'honneur de l'ancien président Julius Nyerere. L'aéroport a accueilli en 2013 plus de 2,3 millions de voyageurs.

### Transports ferroviaires
La principale voie de chemin de fer du pays (la Central Line), régie par la Tanzania Railways Corporation, relie Dar es Salam à Kigoma à l'extrême ouest du pays.
Dar es Salam est aussi l'une des extrémités du chemin de fer Tanzanie-Zambie (TAZARA Railway) qui traverse la Tanzanie selon un axe sud-ouest avant d'entrer en Zambie.

### Transports urbains

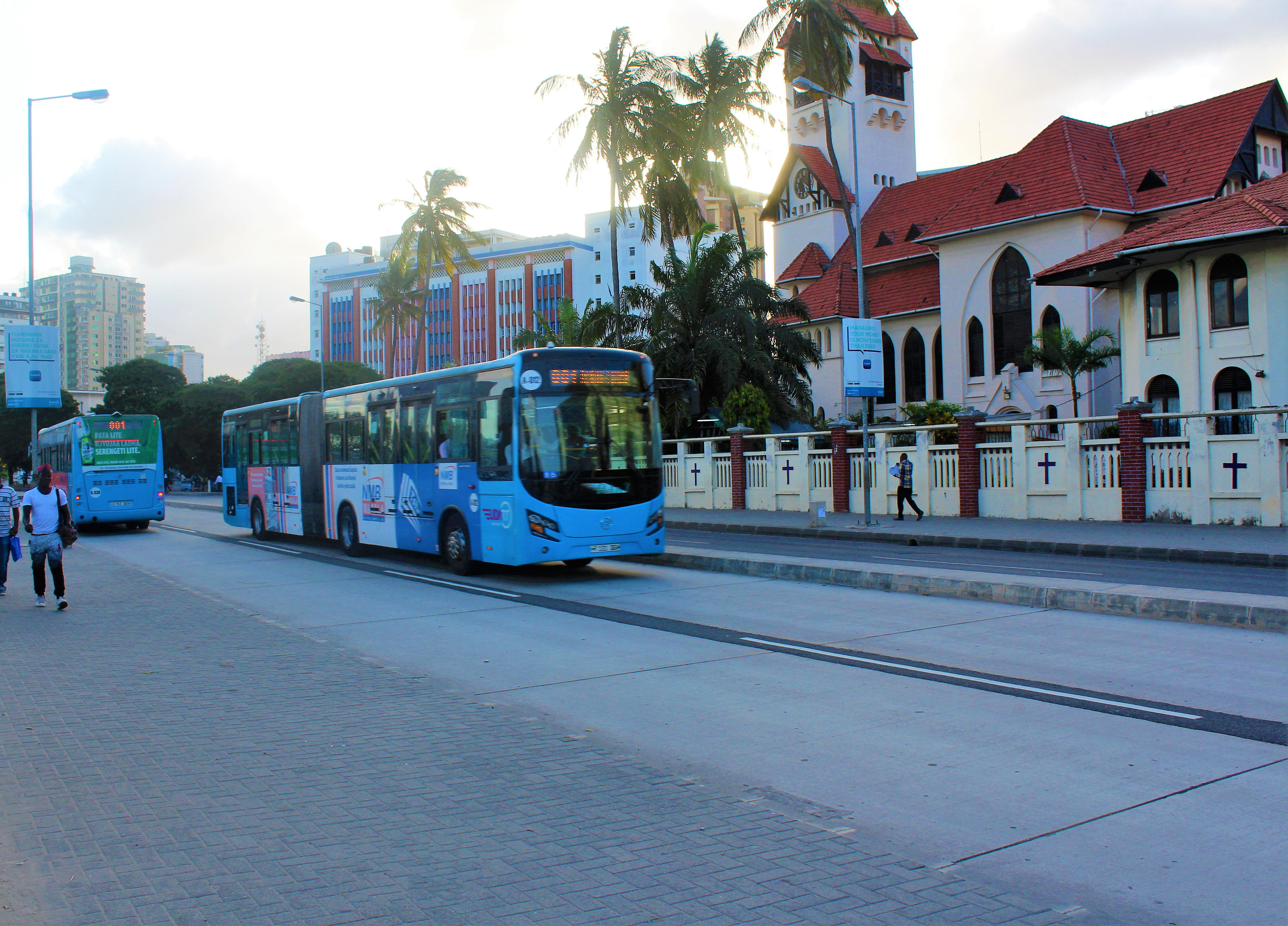
Dar es Salaam bus rapid transit.

Le Dar es Salaam bus rapid transit est en fonction depuis mai 2016.

### Port

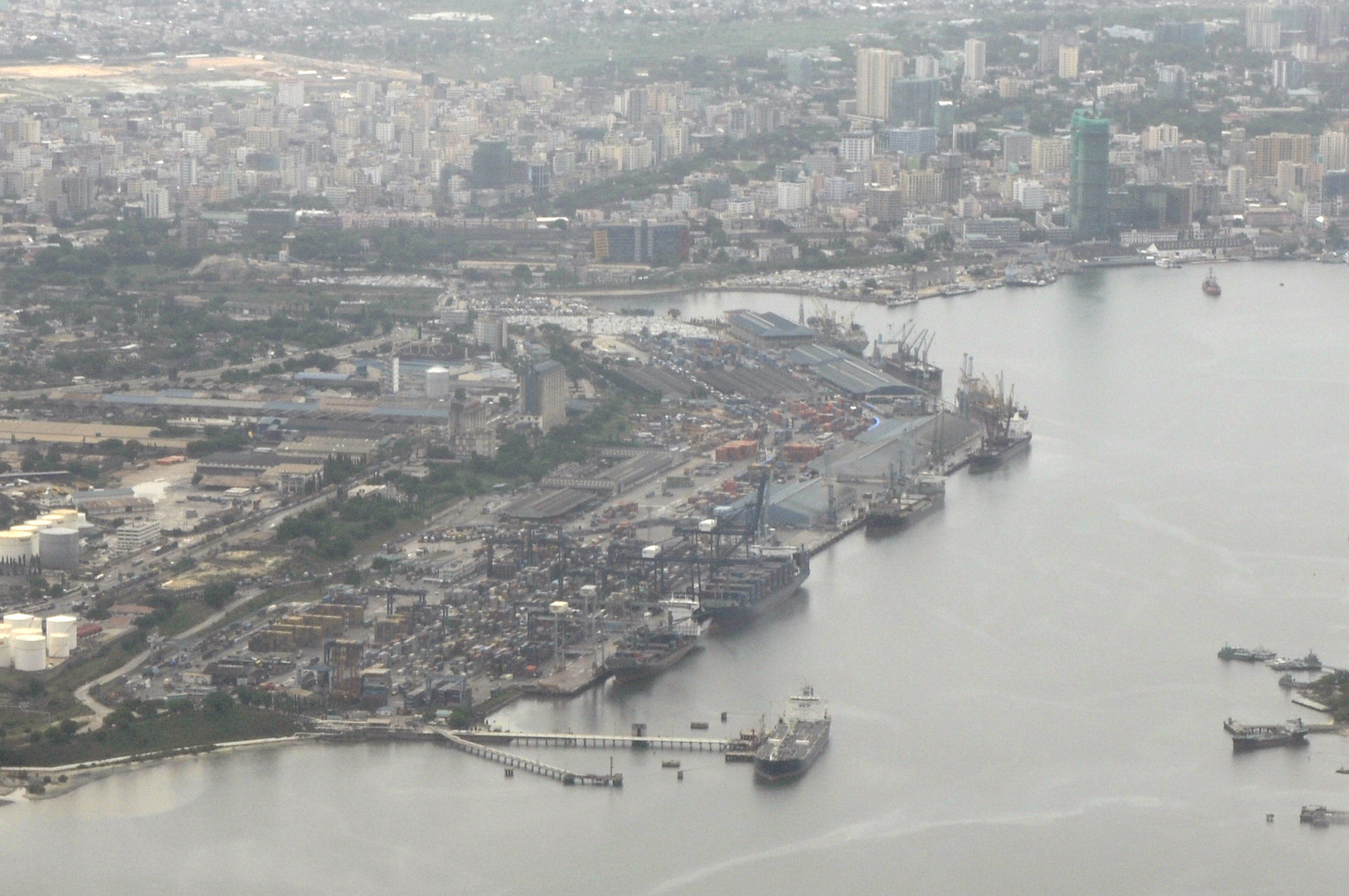
Vue arérienne du port de Dar es Salam.

Le port de Dar es Salam est le principal port de Tanzanie. Il offre une capacité de stockage de 4,1 millions de tonnes (tpl) de marchandises sèches et de 6 millions de tonnes (tpl) à destination des liquides en vrac. Les quais s'étalent sur une longueur totale de 2 kilomètres, et offrent 11 places en eau profonde.
La place stratégique du port sur le globe permet les échanges avec les autres ports d'Afrique orientale, le Moyen-Orient, le sud-est asiatique, mais également l'Australie, les Amériques et l'Europe.
Par ce port transite 95 % du commerce international de la Tanzanie, mais dessert également les pays enclavés proches de la Tanzanie (Malawi, Zambie, république démocratique du Congo, Burundi, Rwanda et Ouganda).
Son seul concurrent direct est Mombasa, au Kenya.

### Transports routiers
Dar es Salam est desservi par les routes nationales T1, T7 et T26.
Dar es Salam abrite le pont Kigamboni.

## Éducation
On trouve à Dar es Salam les principales institutions d'éducation de Tanzanie.

### Universités

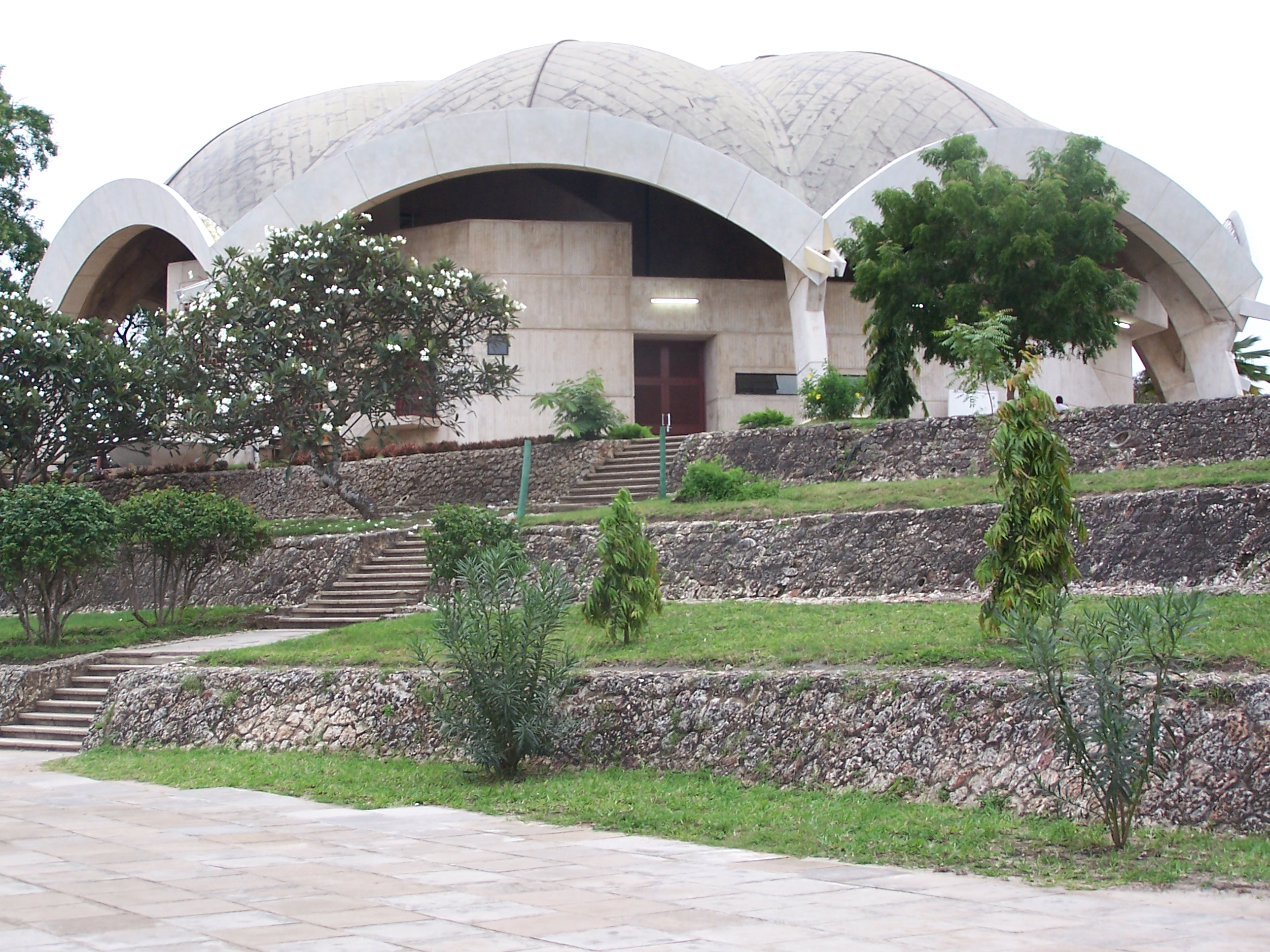
Le Nkrumah Hall à l'université de Dar es Salam.

- L'université de Dar es Salam est la plus importante et la plus ancienne université de Tanzanie. Elle regroupe environ 20 000 étudiants. Elle se trouve dans la partie ouest de la ville, sur une surface de 6,58 km2, à 13 km du centre-ville[23].

- L'université Ardhi comporte environ 2 500 étudiants en 2010/2011. Elle offre des diplômes dans les secteurs des gestions des territoires ainsi que dans la planification urbaine et rurale[24].

- L'université Muhimbili of Health and Allied Sciences[25].

- L'Open University of Tanzania est un établissement public d'enseignement supérieur qui délivre des diplômes de premier et de troisième cycle. En 2008, l'effectif de l'université était de plus de 44 000 étudiants dont une partie étaient issus de pays limitrophes (Malawi, Ouganda, Kenya...)[26].

- L'université Hubert Kairuki Memorial, une institution privée[27].

- L'université internationale Médicale et Technologique, une institution privée.

- L'université internationale de Kampala ouverte en 2009[28].

## Sports

### Football
Dar es Salam abrite le stade national Benjamin Mkapa, hôte de nombreuses rencontres internationales, ainsi que plusieurs clubs tanzaniens de football, comme le Young Africans Football Club ou le Simba Sports Club. Il peut accueillir jusqu'à 60 000 spectateurs environ.
On trouve aussi dans cette ville le stade William Mkapa, ancien stade national, d'une capacité de 25 000 places, ainsi que le Karume Memorial Stadium, siège de la Fédération de Tanzanie de football.

## Littérature
- Ryszard Kapuscinski évoque cette ville dans son livre Ébène (1998).
- Roald Dahl y a séjourné et le raconte dans le second volet de son autobiographie Escadrille 80 (1986).
- Caryl Churchill évoque cette ville dans sa pièce Far away (2001).

## Personnalités nées à Dar es Salam
- David Adjaye (1966- ), architecte britannique
- Leslie Scott (créateur de jeu) (en) (1955- ), l'inventeur du jeu de plateau Jenga
- Vicky Ntetema (1959- ) journaliste tanzanienne
- Yasmin Ratansi (1951- ), femme politique canadienne
- Mwele Ntuli Malecela (1963-2022), médecin et femme politique
- Muhoozi Kainerugaba (1974-), militaire ougandais.

### Acteurs
- Bayume Mohamed Husen (1904-1944), acteur allemand
- Marin Hinkle (1966- ), actrice américaine
- Rachel Luttrell (1971- ), actrice et chanteuse canadienne
- Raimund Schelcher (1910-1972), acteur allemand

### Sportifs
- Hasheem Thabeet (1987-), joueur tanzanien de basket-ball
- John Raphael Bocco (1989-), footballeur tanzanien
- Mbwana Samata (1992-), footballeur tanzanien
- Nairn MacEwan (1941-), joueur de rugby à XV
- Renatus Boniface Njohole (en) (1980-), footballeur tanzanien

## Images panoramiques

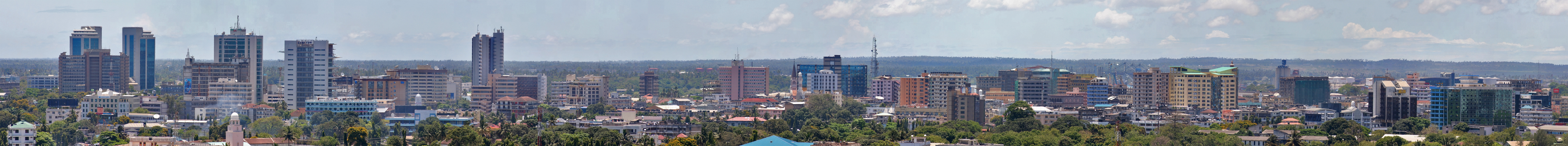
Panorama du centre-ville de Dar es Salam.

Vue panoramique de Dar es Salam.

## Jumelages
- Samsun (Turquie)
- Hambourg (Allemagne)[30]
- Yiwu (Chine)